# Tephrosia amorphaefolia
Tephrosia amorphaefolia là một loài thực vật có hoa trong họ Đậu. Loài này được Kunth & Bouche miêu tả khoa học đầu tiên.